# Колегія виборщиків США
Колегія виборщиків, або виборників, або виборців США (англ. United States Electoral College) — система непрямих (двоступеневих) виборів, за допомогою якої обираються президент США та віцепрезидент США — єдині дві посадові особи Сполучених Штатів, які обираються за федеральним виборчим округом, що охоплює всю територію країни.

## Голосування
День голосування виборщиків припадає на 41-й день після дня всенародного голосування. Всенародне голосування відбувається в перший вівторок після першого понеділка листопада. Окремо в Колегії відбувається голосування щодо кандидатури віцепрезидента, яку включено до бюлетеня на всенародному голосуванні як єдиний пункт з президентською кандидатурою від тієї ж самої партії. Випадки, коли виборщики голосують не так, як наказує штат, вкрай нечисленні та на результат виборів жодного разу не впливали. Штати мають право управляти своїми виборщиками, а в 24-х штатах неправильне голосування виборщиків від цих штатів карається законом (див. докладніше  en: Faithless electors), хоча ці закони й жодного разу не застосовувалися на практиці. Як єдиного органу, що спільно засідає, Колегії реально не існує: того ж дня виборщики кожного штату збираються в столиці свого штату та голосують (у кожному штаті, крім тих, де виборщики призначаються пропорційно — це голосування одноголосне), потім голоси підсумовуються.

## Склад колегії

Кількість виборщиків за штатами на виборах 2024–2028

Число виборщиків від кожного штату дорівнює кількості його представників у Конгресі (2 сенатори і члени палати представників, число яких дорівнює кількості виборчих округів на території штату). Також, федеральний округ Колумбія, на території якого знаходиться столиця країни — Вашингтон, у Конгресі не представлено, однак він має на президентських виборах стільки виборщиків, скільки б він мав, якби був штатом, але не більше, ніж найменш населений штат (Двадцять третя поправка до Конституції США). Найменш населений штат Вайомінг представлено трьома виборщиками, стільки ж має і округ Колумбія.
Найбільше число виборщиків (54 особи) припадає на найбільш населений штат — Каліфорнію, (представлену в Конгресі 52 членами Палати представників і 2 сенаторами), а найменше — Аляска, Вермонт, Делавер, Вайомінг, Південна Дакота і Північна Дакота (по три). Флориду представляють 30 виборщиків, Техас — 40.
Кожен штат сам вирішує, як розподілити відведені йому голоси. У більшості штатів голоси всіх виборщиків автоматично одержує той кандидат, який набирає більшість голосів виборців. Виняток становлять штати Мен (4 виборщиків) і Небраска (5), закони яких передбачають інший порядок. У кожному з виборчих округів цих штатів обирається по одному виборщику, а інші два місця визначаються відповідно до голосування в штаті в цілому. Вперше такий поділ голосів був застосований на виборах 2008 в Небрасці, де 4 голоси виборщиків (2 по двох виборчих округах і 2 по штату в цілому) дісталися Джону Маккейну, а 1 голос виборщиків від 1 виборчого округу Небраски — Бараку Обамі. У штаті Мен на виборах 2016 року 3 голоси виборщиків дісталися Гілларі Клінтон, а 1 — Дональду Трампу.
Існує т. зв. «План Амара» (en: Amar Plan), відповідно до якого штати, що приєдналися до угоди, віддаватимуть свої голоси кандидату, який отримав більшість голосів у масштабі всієї країни. Щойно кількість голосів виборщиків цих штатів перевищить необхідний для перемоги мінімум (270 голосів), це повинно привести до введення на практиці всенародних прямих виборів за умови дотримання виборщиками цієї угоди. У наш час[коли?] до угоди приєдналися штати Меріленд, Нью-Джерсі, Іллінойс, Гаваї та Вашингтон, що мають у сумі 59 голосів.

## Вирішення складних випадків
Перемагає кандидат, що набрав абсолютну більшість голосів виборщиків. У разі, якщо ніхто з кандидатів не отримав цієї більшості, президента обирає Палата Представників із числа не більш як трьох кандидатів, що отримали найбільшу кількість голосів (так було обрано Томаса Джефферсона, який набрав однакову кількість голосів з Аароном Берром у 1800, і Джон К. Адамс, коли жоден кандидат не одержав більшості в 1824, причому Адамс набрав менше голосів виборщиків і виборців, ніж Ендрю Джексон). У 12-й поправці до Конституції США існує процедура на випадок, коли і це не допоможе встановити переможця виборів. На практиці при фактичній двопартійній системі всі голоси виборщиків уже 40 років отримують два кандидати від двох основних партій — Демократичної та Республіканської (і вже приблизно 150 років «треті партії», що епізодично одержували голоси виборщиків до 1968 р., не можуть скласти їм гідної конкуренції). Тому перемагає той кандидат, який набирає більше голосів, ніж його єдиний суперник.

## Дискусія навколо колегії виборщиків
У сучасному американському суспільстві система колегії виборщиків неодноразово обговорюється з погляду на її справедливість і сучасність, піднімається питання про її реформу або скасування. Неодноразово висувалися як аргументи «за», так і аргументи «проти».

### Аргументи «за»

#### Федералізм
Прихильники збереження колегії виборщиків стверджують, що, за всієї своєї уявної нелогічності, система виборщиків відображує принципи федералізму в державному устрої: кожен суб'єкт (штат) однозначним чином визначає «свого» президента із загального числа кандидатів.

#### Для перемоги потрібна широка народна підтримка
Організація перемоги на виборах вимагає залучення інтересів багатьох штатів, а не тільки місць концентрації еліт у найбільших містах. Виключено перемогу кандидата, якого підтримують лише кілька штатів. Переважання столиць і деяких ключових областей стало причиною загибелі багатьох великих держав та імперій.
Є приклади й зворотного, зокрема, Авраам Лінкольн переміг у 1860 році, програвши в усіх південних штатах. Щоправда, незабаром почалася громадянська війна.

#### Права меншин
Стверджується, що принцип «переможець забирає все» змушує кандидата звертати особливу увагу на інтереси меншин, які можуть надати йому вирішальну підтримку.

#### Надзвичайні ситуації
Колегія виборщиків — не автоматична система, вона складається з людей, і хоча зазвичай вони голосують за стандартним приписом закону, вони мають право приймати рішення в складних випадках. Наприклад, якщо обраний президент помре до голосування колегії виборщиків, вона може обрати іншу особу від тієї ж партії. При прямих виборах немає такої можливості та потрібні ще одні вибори.
На виборах 1872 р. демократичний кандидат у президенти Горас Ґрілі помер до голосування колегії виборщиків. Проблемою це не стало, бо він і так був кандидатом, що програв. Республіканці-виборщики проголосували за Улісса Гранта, який і переміг, у той час як демократи символічно розподілили голоси між різними діячами партії (за деякими даними, троє проголосували за покійного).
На виборах 1912 року за тиждень до всенародного голосування помер кандидат у віцепрезиденти при Вільямі Тафті (і тодішній віцепрезидент) Джеймс Шерман; його ім'я залишилося в бюлетені. Тафт також програв вибори, було обрано демократа Вудро Вільсона.

#### Боротьба з фальсифікаціями
Завдяки системі непрямих виборів, масове «вкидання» голосів в одному штаті може вплинути на розподіл виборщиків тільки в цьому штаті. Перерахунок голосів відбувається тільки по окремих штатах, а не на федеральному рівні.

### Аргументи «проти»

#### Переможець всенародного голосування може програти голосування в колегії

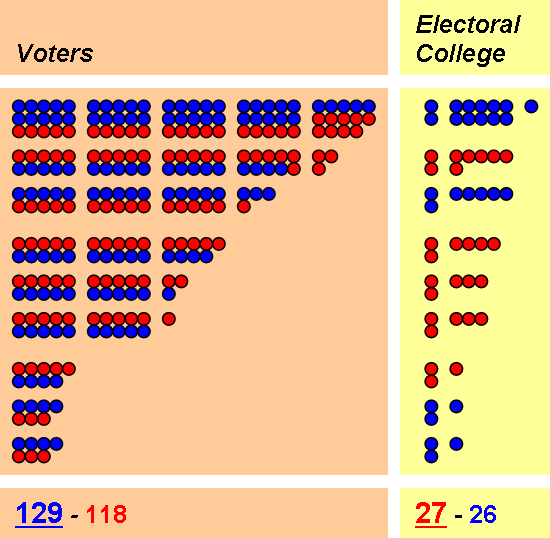
Як переможець всенародного голосування може набрати менше голосів виборщиків

Чотири рази (не рахуючи вже згаданого казусу Адамса, обраного Палатою представників) президентом обирався кандидат, який набрав менше голосів виборців (але не виборщиків), ніж його супротивник: Р. Гейз у 1876, Б. Гаррісон у 1888, Дж. Буш-молодший у 2000, Дональд Трамп у 2016.
Після всіх цих виборів критики системи стверджували, що думку більшості народу не враховано. Вибори 1876 і 2000 рр.. супроводжувалися звинуваченнями у фальсифікаціях (причому взаємними), і перемога в ключових «штатах, що вагалися» була досягнута дуже невеликою перевагою голосів.

#### Роль «штатів, що вагаються» (swing states)

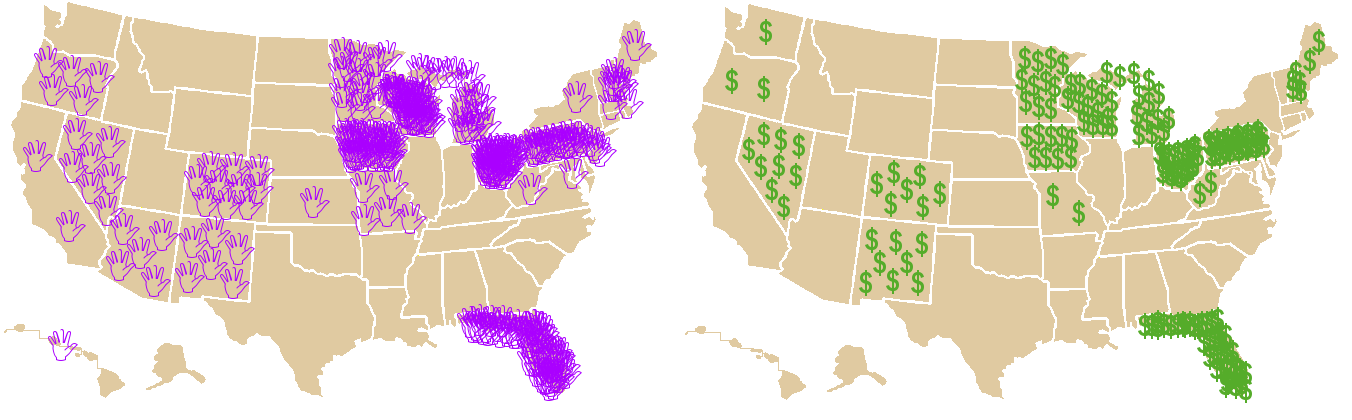
Розподіл поїздок кандидатів (карта ліворуч) і фінансових вкладень (карта праворуч) перед виборами-2004. Максимум того й іншого припадає на одні й ті ж певні «хиткі штати»

Особливу роль у результатах виборів грають штати, в яких немає сталого переважання республіканського чи демократичного електорату. Наприклад, у штаті Нью-Йорк більшість уже десятки років постійно голосує за демократичних виборщиків. Таким чином, республіканські голоси в Нью-Йорку просто пропадають. Розуміючи це, деякі прихильники республіканського кандидата часто просто не витрачають свого часу на вибори і не голосують. Так само роблять і деякі демократи, знаючи, що штат і без них проголосує за демократа. У традиційно республіканських штатах (наприклад, Техасі) відбувається те саме. До того ж у таких штатах заздалегідь програшна сторона практично не веде агітацію і не витрачає там кошти. Так, наприклад, Джордж Буш (молодший) у період передвиборної кампанії 2004 р. п'ять разів побував у маленькому «хиткому штаті» і жодного разу в Нью-Йорку. Якби Буш зміг загітувати один-два мільйони виборців на свою користь, він усе одно б програв.

#### Нерівність виборців
На думку Джеймі Раскіна, сенатора від штату Меріленд, фахівця з конституційного права, що виступає за реформу колегії виборщиків, виборці з різних штатів перебувають у нерівних умовах:
Кожен голос має однакову вагу — але тільки не при дивній арифметиці колегії виборщиків, де голос жителя Делавера або Північної Дакоти має математично набагато більшу вагу (вимірюється відношенням кількості виборців до числа виборщиків від штату), ніж голос у більших штатах — таких, як Каліфорнія, Техас або Нью-Йорк. Проте якщо порівняти, з якою ймовірністю виборці можуть вплинути на те, хто буде призначений виборщиком від штату, умови зміняться і невідповідності стануть ще більш разючими. Наприклад, у 2004 році вибори завершилися відривом у 365 голосів у штаті Нью-Мексико і відривом у 312 043 голоси в штаті Юта, тобто у виборця в Нью-Мексико була ймовірність вплинути на призначення виборщиків у сотні разів більше, ніж у виборця в Юті.
Цей феномен виникає саме в результаті принципу «переможець забирає все», в результаті якого підсумок виборів визначають не найбільші стабільні штати, а «хиткі штати» (swing states).
На погляд сенатора Раскіна, дана система порушує рівність виборців і, внаслідок цього, принцип демократії.
Однак ті самі недоліки мають вибори в Конгрес, а особливо, в Сенат. Таким чином, подібні нюанси є виключно питанням точки рівноваги противаг у владі.

#### Роль недобросовісних виборщиків
Кожен виборщик пише ім'я тієї людини, яку він сам вважає за потрібне. Зокрема, він може порушити своє слово і записати не того, якого обіцяв або утриматися від голосування. Такі виборщики називаються недобросовісними виборщиками [Архівовано 3 листопада 2020 у Wayback Machine.].